# شراب موز

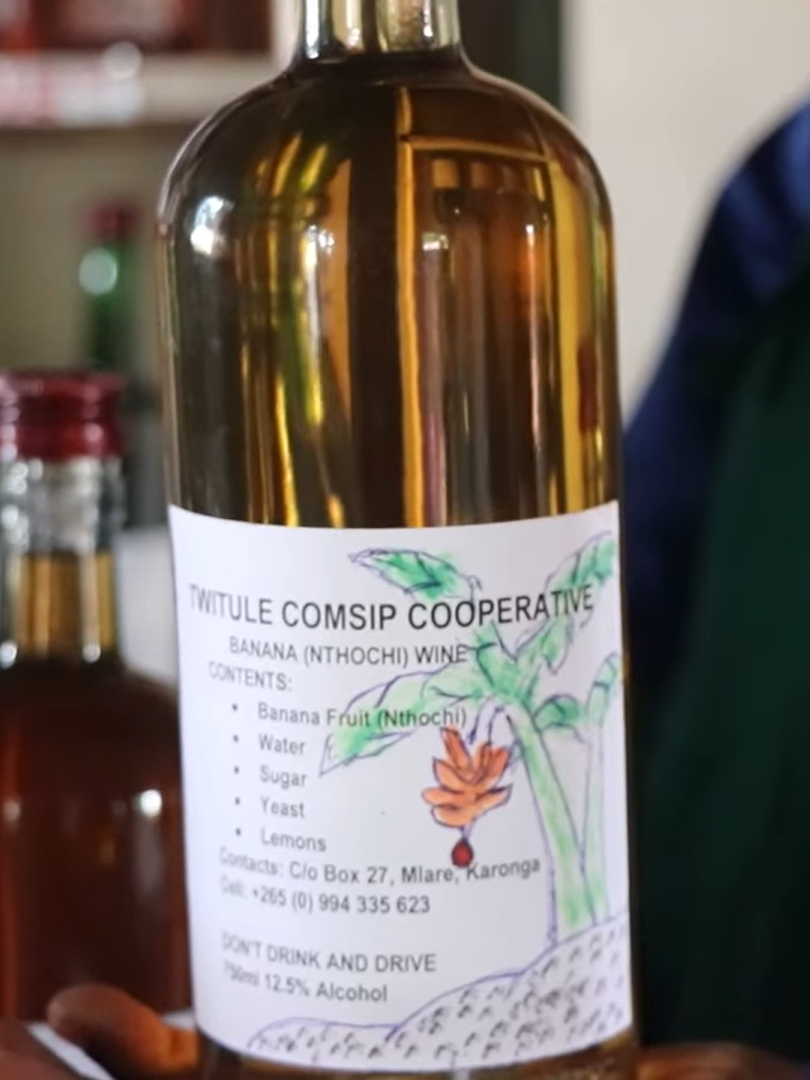
شراب موز از مالاوی.

شراب موز نوعی شراب میوه‌ای است که منحصراً از موز تهیه می‌شود. در تانزانیا، شراب موز به‌صورت تجاری با تخمیر موزهای پوست‌کنده، له‌شده و رسیده و شکر تولید می‌شود. آب (برای رقیق کردن مخلوط نسبتاً غلیظ موز)، مخمر شراب و شکر به «مخلوط موز» اضافه می‌شود.
فرآوری سنتی آبجو موز با فرآوری تجاری شراب موز متفاوت است. به عنوان مثال، فرایند تهیه شراب موز که توسط شرکت Banana Investment Ltd. استفاده می‌شود به شرح زیر است:
1. موزهای رسیده پوست کنده شده و در بشکه‌های پلاستیکی پر از آب قرار داده می‌شوند.
2. سپس محتویات بشکه فشرده (له شده) می‌شوند و پوره موز به دیگ‌های فلزی بزرگ منتقل شده و برای چند ساعت جوشانده می‌شود و پایه‌ای از آب و پالپ تشکیل می‌دهد.
3. پوره موز پخته شده را صاف کرده و شکر را به آب باقیمانده اضافه کرده و دوباره می‌جوشانند.
4. مخلوط جوشیده شده را می‌گذارند تا خنک شود.
5. مخمر شراب به آب موز خنک و شیرین شده اضافه می‌شود و بسته به نوع محصول، به مدت ۱۵ تا ۲۰ روز در مخازن تخمیر پلاستیکی قرار می‌گیرد.
6. مایع تخمیر شده با آب استریل رقیق شده، بطری شده و سپس برای توزیع ارسال می‌شود.[۲]

در تولید تجاری، از موزهای کاوندیش استفاده می‌شود، در حالی که در تولید غیررسمی، از انواع مختلف رقم‌ها، شامل موزهای پخت و موزهای آبجو مانند موزهای مرتفع شرق آفریقا، موز تایلندی، گروس میشل و موزهای سیب استفاده می‌شود. شراب موز تولید شده به صورت تجاری، یک نوشیدنی الکلی شفاف و کمی گازدار است که عمر مفید بیشتری نسبت به آبجو موز دارد، که به راحتی فاسد می‌گردد و بنابراین برای مدت طولانی نگهداری نمی‌شود. بسته به نوع مخمر و مقدار شکر اضافه شده، شیرینی و سطح الکل در محصول نهایی متغیر است.
تولید شراب موز عمدتاً در سطح کوچک انجام می‌شود، هرچند تلاش‌هایی برای ارتقاء آن به تولید صنعتی صورت گرفته است و تولیدکنندگان تجاری شراب موز وجود دارند (به عنوان مثال، شرکت Banana Investment Ltd مستقر در آروشا). از اوایل دهه ۲۰۰۰، تلاش‌هایی برای گسترش تولید شراب موز به کشورهای دیگر که این محصول در آنجا رایج است، صورت گرفته است. دولت فیلیپین در تلاش است تا صنعت محلی شراب موز را گسترش دهد، در حالی که هند نیز شراب‌های موز برنده جوایز و تحقیقاتی برای گسترش تولید را انجام داده است.

## پیوند به
- کارخانه شراب سازی موز در نزدیکی شما - آروشا تایمز در وب
- کسی شراب موز دوست داره؟ کسب و کار مواد غذایی در پاریس ایده‌های جدیدی را به نمایش می‌گذارد